# Jiří Jarošík
Jiří Jarošík (n. 27 octombrie 1977) este un fost fotbalist ceh. A jucat pe posturile de fundaș și mijlocaș. Și-a început cariera la Sparta Praga din Cehia, cu care a câștigat șase titluri în șapte ani. El a jucat și în străinătate, petrecând opt ani în cadrul mai multor echipe de primă ligă, printre care ȚSKA Moscova, Chelsea, Birmingham City, Celtic, Krîlia Sovetov și Real Zaragoza. A câștigat campionatul în patru țări diferite. El s-a întors apoi la Sparta pentru două sezoane, după care a plecat în Spania la Deportivo Alavés.
Jarošík a jucat pentru echipa națională a Cehiei 23 de meciuri între 2000 și 2005.

## Cariera pe echipe

### Cariera timpurie
Născut la Ústí nad Labem, pe atunci în Cehoslovacia, Jarošík și-a început cariera la Sparta Praga în Cehia. A fost împrumutat timp de doi ani la Slovan Liberec înainte de a deveni titular la Sparta. Meciurile bune făcute de Jarošík i-au atras atenția lui ȚSKA Moscova, care a plătit 3 milioane de euro ca să-l achiziționeze în 2003.

### Chelsea
La 6 ianuarie 2005, Jarošík a fost cumpărat de clubul Chelsea din Premier League  pentru o sumă de transfer care nu a fost făcută publică, considerată a fi de aproximativ 3 milioane de lire sterline. La 27 februarie a jucat ca titular în finala Cupei Ligii, pe care Chelsea a câștigat-o cu 3-2 împotriva lui Liverpool. Chelsea a câștigat titlul în sezonul de Premier League 2004-2005 și Jarošík a jucat destule meciuri (14) pentru a primi o medalie de campion.

### Celtic
La 19 iunie 2006, Jarošík a plecat de la Chelsea și a semnat un contract pe trei ani cu campioana en-titre din Premier League din Scoția, Celtic, pentru o sumă de transfer nedezvăluită, care s-a învârtit în jurul valorii de 2 milioane de lire sterline. A înscris la debutul său pentru Celtic într-o victorie cu 4-1 cu Kilmarnock la Celtic Park. Competiția aprigă de la mijlocul terenului, dată între mijlocași precum Evander Sno, Aiden McGeady și Paul Hartley, l-au făcut pe Jarošík să joace mai puțin, însă a reușit să-și aducă contribuția la succesele lui Celtic, obținând ambele lovituri libere din care Shunsuke Nakamura a marcat în cele două meciuri din Liga Campionilor împotriva lui Manchester United - cel de-al doilea gol fiind cel în urma căruia Celtic s-a calificat în optimi. La 6 decembrie 2006, Jarošík a marcat golul lui Celtic într-o înfrângere cu 3-1 din Liga Campionilor la Copenhaga. La 14 ianuarie 2007, Jarošík a marcat golul victoriei în partida câștigată cu 2-1 în fața lui Hearts.
Pe 3 octombrie 2007, Jarošík a fost pentru prima dată titular după șase luni în victoria din grupele Ligii Campionilor a lui Celtic cu 2-1 în fața lui AC Milan, la Celtic Park. Pe 28 noiembrie, Jarošík a înscris golul egalizator al lui Celtic într-un meci din grupele Ligii Campionilor - de data aceasta împotriva lui Șahtior Donețk - cu un voleu spectaculos cu stângul. Meciul s-a încheiat cu 2-1 pentru Celtic.

### Krîlia Sovetov
La 31 ianuarie 2008, Jarošík a semnat cu clubul rus Krîlia Sovetov, care l-a transferat pentru un milion de euro.

### Deportivo Alavés
Pe data de 26 august 2013, Jarošík a semnat un contract cu Deportivo Alavés din postura de jucător liber de contract, club care tocmai promovase în a Doua Divizie a Spaniei.